# Цуккарини, Йозеф Герхард

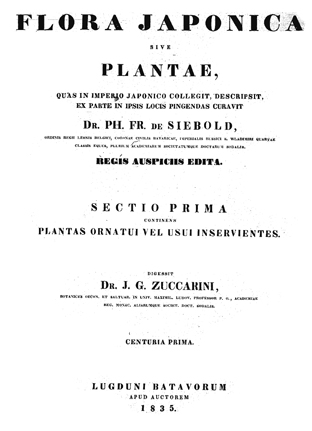
Титульный лист книги Зибольда и Цуккарини Flora japonica

Йо́зеф Ге́рхард Цуккари́ни (нем. Joseph Gerhard Zuccarini; 10 августа 1797, Мюнхен, Германия, — 18 февраля 1848, Мюнхен) — немецкий ботаник, профессор ботаники Мюнхенского университета.
Известен трудами по флоре Дальнего Востока, в особенности Японии, изданными совместно с Филиппом фон Зибольдом на основании материалов, собранных последним; а также ботаническими описаниями растений, собранных в других областях Земли (в частности, в Северной и Южной Америке).
Изучал медицину и естественную историю в университете в Эрлангене (1815—1819) у Христиана Нееса фон Эзенбека. По окончании учёбы возвратился в родной Мюнхен, где начал работу в ботаническом саду под руководством Франца Шранка.
В 1823 году избран адъюнктом Баварской Королевской академии наук и преподавал ботанику в Королевском лицее.
В 1824 году стал читать лекции в Медико-хирургическом институте в Мюнхене, в 1826-м назначен экстраординарным, а в 1835-м — ординарным профессором сельскохозяйственной и лесоводческой ботаники в Мюнхенском университете.
В 1827 году избран членом-корреспондентом, а в 1839 году — академиком Баварской академии наук.
В 1836 году, после смерти Шранка, занял место хранителя ботанического сада.
С 1820 года описывал и систематизировал гербарий, собранный в Бразилии Карлом фон Марциусом.
Род растений Цуккариния (Zuccarinia Blume) семейства Мареновые назван Карлом Людвигом Блюме в 1826 году в его честь.

## Основные печатные труды
- Monographie der amerikanischen Oxalisarten // Denkschriften d. K. Bayer. Akad. d. Wissensch., 1825, том IV (нем.)
- Flora der Gegend von München, 1829 (нем.)
- Nachtrag // Denkschriften d. K. Bayer. Akad. d. Wissensch. 1832, том X (нем.)
- Charakteristik der deutschen Holzgewächse im blattlosen Zustand, I—II, Мюнхен, 1829—1831) (нем.)
- Plantarum novarum vel minus cognitarum…, 1832—1845 (лат.)
- Flora Japonica sive Plantae quas in imperio Japanico coll., descripsit, ex parte in ipsis locis pingendas cur. : [Lugduni Batavorum apud auctorem 1835—1870] / Ph. Fr. de Siebold. Sectio prima, continens plantas ornatui vel usui inservientes Digessit J. G. Zuccarini. Monimentum in memoriam Engelberti Kaempferi ; Caroli Petri Thunbergit in horto botanico insulae Dezima cura et sumptibus Ph. Fr. de Siebold positum 1826 (Лейден, 1835—1870) (совместно с Зибольдом) (лат.)
- Florae Japoniae familiae naturales, 1843—1846 (совместно с Зибольдом) (лат.)